# КИТ финанс
«КИТ Финанс» (ОАО «КИТ Финанс Инвестиционный банк») — бывший российский инвестиционный банк. Создан в 1992 году, в 2008 году входил в топ-30 крупнейших банков России. С 2009 проходил процедуру санации, ликвидирован в 2014 году путём присоединения к ОАО «Абсолют Банк». Штаб-квартира находилась в Санкт-Петербургe.

## История
Создан в июне 1992 года в Санкт-Петербургe и носил название «Банк Пальмира». В 2000 году его гендиректором стал Александр Винокуров, с 1993 работавший в банковской сфере. В ноябре 2001-го банк перепродан и переименован в «Вэб-Инвест Банк», а в 2005 году сменил название на ОАО «КИТ Финанс Инвестиционный банк».
Банк образовывал финансовую группу с дочерними компаниями: управляющей компанией — «КИТ Финанс» (ОАО), брокерской компанией — «КИТ Финанс» (ООО), лизинговой компанией — ОАО «Лизинговая компания „Магистраль Финанс“», дочерним инвестиционным банком — Aurora Access Securities AS (Эстония), негосударственным пенсионным фондом, банком на Украине и инвесткомпанией в Казахстане. Де-факто «КИТ Финанс» был инвестиционной компанией с банковской лицензией и широкой сетью продаж. 
До кризиса 2008 года группа была крупнейшим оператором и андеррайтером российского рынка облигаций и РЕПО, лидером по количеству розничных ПИФов. Основными драйверами роста были инвестиционные услуги для структур РЖД и направление ипотечных кредитов для населения.
«КИТ Финанс» трижды выплачивал дивиденды — по итогам 2003, 2004 и 2005 годов. Суммарно, согласно отчетности по МСФО, на 112,5 млн рублей. В 2007 году группа «КИТ Финанс» имела прибыль к распределению в 13,4 млрд рублей.
В течение 2006 года «КИТ Финанс» скупал акции «Ростелекома» на открытом рынке в интересах компании УК «Лидер» и аккумулировал 293 млн обыкновенных акций (40,2 %), делая ставку на его скорое объединение с «Связьинвестом». Летом 2008 года в совет директоров «Ростелекома» вошли три представителя «КИТ Финанса». Также банк владел 10 % биржи РТС.
В конце 2007 году в интервью газете «Ведомости» Александр Винокуров говорил о возможности IPO «КИТ финанса», либо альянса с другим банком. Весь банк он оценивал в 3-5 капиталов (42,6-71 млрд рублей). В феврале 2008 банк объявил о планах провести IPO в ноябре, разместив бумаги на 25 млрд руб. Листинг банк намеревался проводить в Москве, а позже разместить депозитарные расписки в Лондоне..
На 1 апреля 2008 года, по данным журнала «Коммерсантъ Деньги», банк занимал 30-е место по размеру собственного капитала (13,8 млрд руб.) и 26-е место по сумме чистых активов (120,4 млрд руб.), чистая прибыль за 2007 год по МСФО — 6,83 млрд руб . На тот момент 62,01 % акций банка владел Александр Винокуров (с осени 2006 по май 2007 увеличил свою долю с 18 %), остальными бумагами — два инвестфонда под управлением УК «КИТ Фортис Инвестментс» и топ-менеджеры банка.

### Кризис 2008 года
Весной 2008, когда индекс РТС был на уровне 2100 пунктов, банк продал опционные контракты на индекс РТС со страйком 1600 пунктов (примерно на сумму $500 млн). В связи c кризисом на финансовых рынках индекс рухнул до 1300. С 10 по 12 сентября «Тройка диалог» и «Ренессанс капитал», основные владельцы опционов на продажу, заработали на «КИТ Финансе» несколько миллиардов рублей. К 16-му числу из-за проблем с ликвидностью и падения котировок банк не смог расплатился по ряду сделок РЕПО (продажа ценных бумаг с обязательством обратного выкупа) на сумму 7,2 миллиарда рублей. Через сделки РЕПО несколько банков кредитовали «КИТ финанс» под залог акций «Ростелекома».

### Смена собственников
17 сентября банк заявил, что ведёт переговоры со стратегическим инвестором о вхождении в капитал банка для избежания банкротства. В числе претендентов называли «ВТБ» и «Газпромбанк», предоставивший бридж-кредит на 30 млрд рублей. 18-го числа речь шла уже о продаже контрольного пакета акций банка управляющей компании «Лидер», аффилированной с «Газпромбанком». Профинансировать покупку, как ожидалось, должны были «Газпромбанк» и «ВТБ». Однако УК «Лидер» вышел из переговоров.
8 октября 2008 года было подписано соглашение о продаже «КИТ Финанса» консорциуму инвесторов: 45% — ОАО "Инвестиционная группа «АЛРОСА» (контролируемой российской алмазодобывающей компанией «АЛРОСА» и группой физических лиц), 45 % — ОАО «Российские железные дороги», 10 % — «Национальный капитал», структура, близкая к НПФ «Благосостояние» (одним из его учредителей является РЖД). 9 октября стало известно, что новые владельцы выкупили «КИТ Финанс» за 100 рублей. В сделку не вошёл выкупленный Винокуровым в апреле 2008 закрытый ПИФ «Кит Фортис — фонд ипотеки» с активами 1 млрд рублей. 14 октября 2008 года Винокуров покинул пост гендиректора банка. Председателем совета директоров назначен Юрий Новожилов, И.о. генерального директора — Татьяна Пучкова до декабря 2010 года. Андрей Дегтярев возглавлял банк с декабря 2010 году по июнь 2013 года. С июля 2013 года генеральным директором был назначен Константин Яковлев.

### Санация
Правительство и Агентство по страхованию вкладов разработали план помощи «КИТ Финансу» и стабилизации банковского рынка России. Санация «КИТ Финанса» обошлась в 135 млрд рублей и стала на тот момент самой дорогой в истории российской банковской системы. Большую часть средств — 113 млрд руб.— предоставило АСВ и 22 млрд пришло из фондов Внешэкономбанка. «КИТ Финанс» получил 47 млрд руб. на три года и направил на фондирование ипотечных кредитов. Около 45 млрд АСВ потратило на выкуп у «КИТ Финанса» акций «Ростелекома» (25-26 % акций оператора) «Ростелекома». Оставшийся пакет акций «Ростелекома» приобрёл ВЭБ, потратив на эти цели 22 млрд рублей. Ещё 22 млрд было выделено в качестве займа непосредственно РЖД. На них компания выкупила долю в банке у ИГ АЛРОСА и после перевела её на баланс одной из структур НПФ «Благосостояние». Таким образом, РЖД напрямую и через дочерние структуры приобрела полный контроль над «КИТ Финансом». Озвучивались планы влить банк в Транскредитбанк, опорный банк РЖД..
В рамках плана по финансовому оздоровлению «КИТ Финанса» предусматривалось резкое снижение издержек и расходов. К середине 2010 из 70 отделений было закрыто 50. Численность персонала снизилась за год с 2000 до 900 человек. Был сокращен розничный бизнес. Основным направлением банка стало корпоративное кредитование предприятий второго-третьего эшелона со средним чеком 100—300 млн руб. В марте 2011 года банк продал 10 % акций РТС за $85-$90 млн., в мае того же года уступил основную часть своего ипотечного портфеля банку ВТБ24 за 34 млрд рублей и окончательно расплатился с АСВ.
После дополнительных допэмиссий банком владели НПФ «Благосостояние» (80,2 %), ОАО «РЖД» (19,3 %) и миноритарные акционеры (0,5 %). В мае 2012 РЖД выкупила «Абсолют Банк» у бельгийской банковской группы KBC. Тогда же было принято решение влить в него банк «КИТ Финанс». Осенью 2013 ФАС одобрила сделку. 17 апреля 2014 года была завершена юридическая процедура ликвидации «КИТ Финанса».